# 阿尼馬斯山

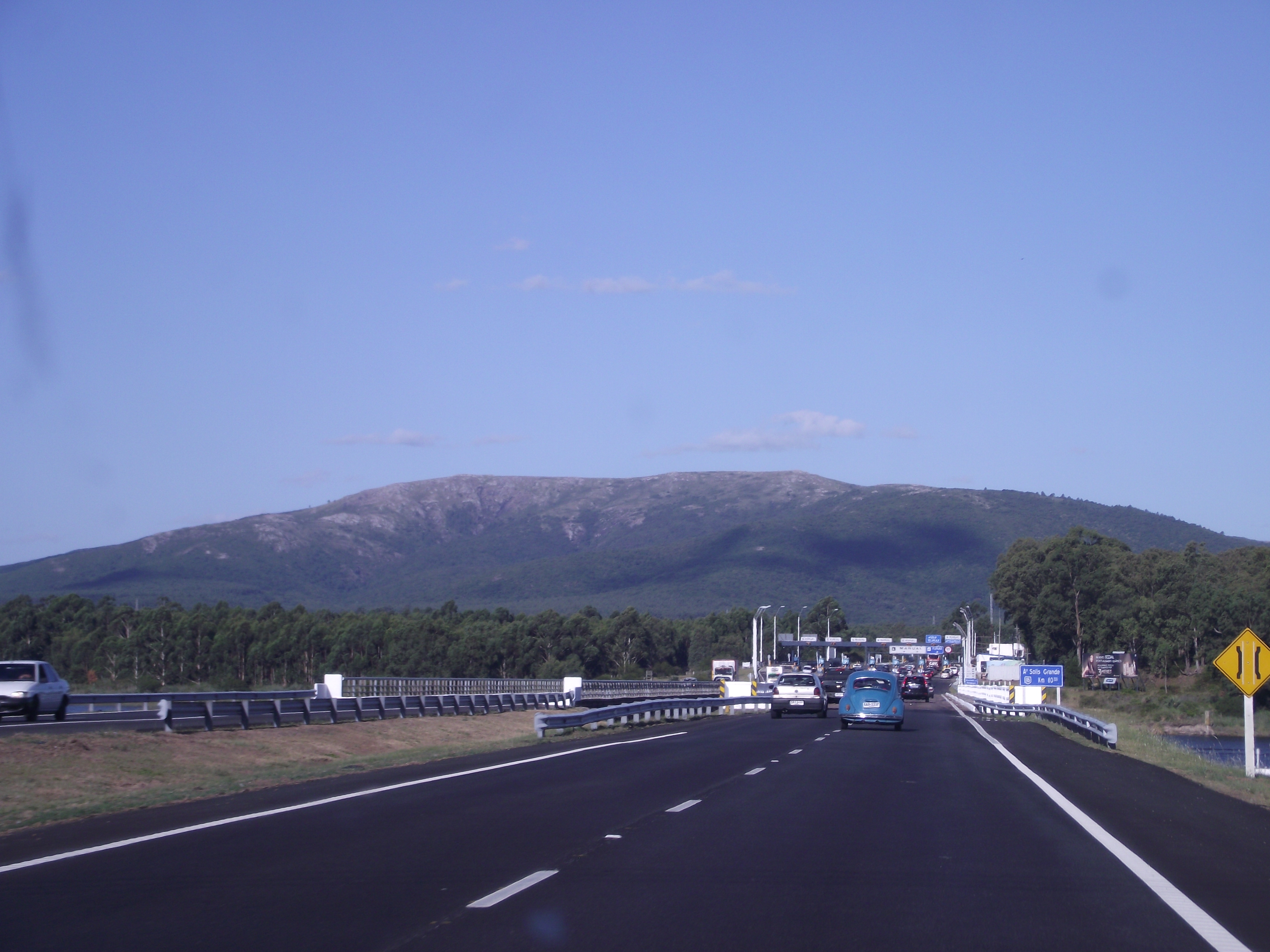

阿尼馬斯山（西班牙語：Cerro de las Ánimas），是烏拉圭的山峰，位於該國南部馬爾多納多省，處於皮里亞波利斯，屬於阿尼馬斯山脈的一部分，海拔高度501米，山體在前寒武紀時期形成。